# Acinodendron hymenonerve
Acinodendron hymenonerve là một loài thực vật có hoa trong họ Mua. Loài này được (Raddi) Kuntze mô tả khoa học đầu tiên năm 1891.